# B's-LOG COMIC
『B's-LOG COMIC』（ビーズログコミック）は、KADOKAWA（エンターブレインブランド）から発行されている月刊の女性向け漫画雑誌。

## 概要
2005年12月14日に、『B's-LOG』の増刊誌『comic B's-LOG』（コミックビーズログ）として隔月12日に発売していたが、2009年10月に『comic B's-LOG キュン!』（コミックビーズログキュン！）に誌名をリニューアルし隔月15日発売になった。その後、2013年2月1日にWEBマンガサイト「エアレイド」と統合され毎月1日発売の月刊誌『B's-LOG COMIC』として『B's-LOG』から独立した。いずれの誌名変更でも号数はリセットされている。2017年4月1日発売号を最後に紙媒体の刊行を終え毎月5日発売の電子書籍の雑誌として配信になったが、電子移行してすぐの頃は、年に数回、抜粋編集したものを紙雑誌でも発行を行った。
『comic B's-LOG』の頃の略称は「コミビ」で、キャッチフレーズは「乙女のための最強コミック誌」だった。『comic B's-LOG キュン!』の頃のキャッチフレーズは「ドキ☆キュン! 乙女のあこがれコンプリート」。ボーイズラブ雑誌と思われることがあるが、ボーイズラブ雑誌ではない。ゲームなどのコミック化、オリジナル作品、『B's-LOG』との連動企画を柱にして創刊された。

## 内容
当初は『乙女的恋革命★ラブレボ!!』『咎狗の血』などの女性向けゲームのコミック化や、『ビーズログ文庫』などの小説のコミック化だけでなく、アニメ、ドラマCD、映画などのコミック化作品も掲載されたものの、掲載作品数ではコミック化作品よりもオリジナル作品の方が数が多かったが、2000年代後半からはコミック化作品数の方が増さった。オリジナル作品のメディア展開としては、2008年1月『RHプラス』がテレビドラマ化、2016年4月『少年メイド』がテレビアニメ化されている。当初はコミック化作品もオリジナル作品も総じて男性キャラの登場率が高く女性キャラが少なく、男性が主人公で仲間と活躍する作品や、女性が主人公でも逆ハーレム状態の作品が多かった。その頃は恋愛をストーリーの中心に置いたような作品はあまりなく、少年漫画と青年漫画とボーイズラブ漫画と少女漫画の中のキャラ萌え作品を集めたような雑誌であった。現在は、2010年代後半から女性向けのオンライン小説の書籍化作品のコミカライズが増え、ほぼ専門誌のような内容になった。

## ウェブコミック
ウェブコミック配信サイトである『comic B's-LOG エアレイド』（コミック ビーズログ エアレイド）が配信されていた。一部を除きウェブのみの連載であるが、作品によっては雑誌の方でも掲載にいたる。雑誌連載作品のウェブ出張版も公開された。
雑誌本誌との統合後はその役割をPixivコミックの『B's-LOG COMIC』に移している。また、pIxivコミック上の『B's-LOG COMIC』とは別に、pixivと共同で『ビーズログCHEEK』も配信されるようになった。一部の紙媒体『B's-LOG COMIC』掲載作品はこちらにうつった。ComicWalker（現・カドコミ）とニコニコ漫画でも雑誌本誌の名を使用したウェブコミックレーベルが開設されており、本誌からの再掲載の他にも、こちらのみに掲載されている作品もある。

## 新人賞
エンターブレインえんため大賞では第9回（2007年）から第18回後期（2016年）までガールズコミック部門が設けられており、この賞はcomic B's-LOG新人賞と連動していた。

## 連載作品

### コミカライズ（連載中）
- 悪女と呼ばれた私、転生先でも悪役です（原作：小乃マル、作画：あしかうみ）
- 悪役令嬢になんかなりません。私は『普通』の公爵令嬢です！～New Route！～（原作：明。、作画：諒しゅん）
- 悪役令嬢は隣国の王太子に溺愛される（原作：ぷにちゃん、作画：ほしな）
- 悪役令嬢ルートがないなんて、誰が言ったの?（原作：ぷにちゃん、作画：あさここの）
- 悪役令嬢レベル99 〜私は裏ボスですが魔王ではありません〜（原作：七夕さとり、作画：のこみ）
- 雨の魔女と灰公爵 〜白薔薇が咲かないグラウオール邸の秘密〜（原作：𠮷倉史麻、作画：Mugi）
- アルバート家の令嬢は没落をご所望です（原作：さき、作画：彩月つかさ）
- アン・シャーリー（原作：モンゴメリ（村岡花子訳）「赤毛のアン」シリーズ、作画：星窪朱子）
- 家を追い出されましたが、元気に暮らしています 〜チートな魔法と前世知識で快適便利なセカンドライフ!〜（原作：斎木リコ、作画：つむぎはる）
- 生き残り錬金術師は街で静かに暮らしたい 〜輪環の魔法薬〜（原作：のの原兎太、作画：小原彩）
- 意地悪な母と姉に売られた私。何故か若頭に溺愛されてます（原作：美月りん、作画：すずまる）
- 妹に婚約者を譲れと言われました 最強の竜に気に入られてまさかの王国乗っ取り?（原作：柏てん、作画：hi8mugi）
- 英雄様、ワケあり幼妻はいかがですか？（原作：久川航璃、作画：小豆こま）
- 幼馴染みで悪魔な騎士は、私のことが大嫌い（原作：編乃肌、作画：和泉いず）
- ＃推しが幸せならOKです（原作：常世かくり、作画：一メルカ）
- お疲れアラサーは異世界でもふもふドラゴンと騎士の世話をしています（原作：鳴田るな、作画：秒）
- 骸骨王と身代わりの王女 ルーナと臆病な王様（原作：ぷにちゃん、作画：氷凪）
- かくりよの宿飯 あやかしお宿に嫁入りします。（原作：友麻碧、作画：衣丘わこ）
- 加護なし令嬢の小さな村 〜さあ、領地運営を始めましょう!〜（原作：ぷにちゃん、作画：ひなた水色）
- 君が唄う薬恋歌（原作：守野伊音、作画：柑奈まち）
- 宮中は噂のたえない職場にて（原作：天城智尋、作画：はる山）
- 草魔法師クロエの二度目の人生 自由になって子ドラゴンとレベルMAX薬師ライフ（原作：小田ヒロ、作画：狩野アユミ）
- 黒幕令嬢アナスタシアは、もうあきらめない 二度目の人生は自由を掴みます（原作：雉子鳥幸太郎、作画：知壱イチ）
- 結界師の一輪華（原作：クレハ、作画：おだやか）
- 侯爵令嬢の嫁入り 〜その運命は契約結婚から始まる〜（原作：七沢ゆきの、作画：佑元セイラ）
- 氷魔法のアイス屋さんは、暑がり神官様のごひいきです。（原作：天ノ瀬、作画：柘植ミズキ）
- 黒塔の眠れる魔術師 囚われの娘と知られざる禁術（原作：雨咲はな、作画：士橘久）
- 極楽に至る忌門（原作：芦花公園、作画：逆木ルミヲ）
- 婚約者は、私の妹に恋をする（原作：はなぶさ、作画：ましろ）
- 最強の鑑定士って誰のこと? 〜満腹ごはんで異世界生活〜（原作：港瀬つかさ、作画：不二原理夏）
- サイレント・ウィッチ 沈黙の魔女の隠しごと（原作：依空まつり、作画：桟とび）
- 31番目のお妃様（原作：桃巴、作画：七輝翼）
- 死に戻り公女は繰り返す世界を終わらせたい（原作：藤烏あや、漫画：桜瑠のの）
- 地味で目立たない私は今日で終わりにします。（原作：大森蜜柑、作画：住吉文子）
- 十番目のユナス（原作：旋めぐる、作画：路玖乃きみ）
- 深夜0時の司書見習い（原作：近江泉美、作画：甘木あずき）
- 推定悪役令嬢は国一番のブサイクに嫁がされるようです（原作：恵ノ島すず、作画：菓月わわの）
- 捨てられ聖女の異世界ごはん旅 隠れスキルでキャンピングカーを召喚しました（原作：米織、作画：小神奈々）
- 聖女と皇王の誓約結婚 恥ずかしいので聖女の自慢話はしないでくださいね…!（原作：石田リンネ、作画：灰野シロ）
- 誓星のデュオ 祓魔師と半魔の詩人（原作：鳩藍、作画：円藤エヌ）
- 大公妃候補だけど、堅実に行こうと思います（原作：瀬尾優梨、作画：渡まかな）
- 大聖女は天に召されて、パン屋の義娘になりました（原作：久川航璃、作画：七夕青）
- 大預言者は前世から逃げる 〜三周目は公爵令嬢に転生したから、バラ色ライフを送りたい〜（原作：寿利真、作画：りんこ）
- 断罪された悪役令嬢ですが、パンを焼いたら聖女にジョブチェンジしました!?（原作：烏丸紫明、作画：あおなまさお）
- 追放された元令嬢、森で拾った皇子に溺愛され聖女に目覚める（原作：もよりや、作画：すずむし）
- 天才宮廷画家の憂鬱 ドSな従者に『男装』がバレて脅されています（原作：神原オホカミ、作画：うゆな）
- 転生先が少女漫画の白豚令嬢だった reBoooot!!（原作：桜あげは、作画：條）
- 転生厨師の彩食記 異世界おそうざい食堂へようこそ!（原作：桂真琴、作画：高岡ゆう）
- 図書館の天才少女 〜本好きの新人官吏は膨大な知識で国を救います!〜（原作：蒼井美紗、漫画：鈴よひ）
- DRAMAtical Murder（原作：Nitro+CHiRAL、作画：浅田寅ヲ）
- 鳥籠のかぐや姫（原作：鶴葉ゆら、作画：永倉早）
- 偽令嬢の訳ありオークションカタログ エメラルドは出会いを導く（原作：白瀬あお、作画：りんこ）
- 呪われた仮面公爵に嫁いだ薄幸令嬢の掴んだ幸せ（原作：花宵、作画：うさ沢妹子）
- 箱入り皇女は至高の恋をお望みです! 〜理想の殿方を探す旅に出ます。ただし、美しいもの以外認めません!?〜（原作：じゅん麗香、作画：郷市いちご）
- 薄幸な公爵令嬢（病弱）に、残りの人生を託されまして 前世が筋肉喪女なので、皇子さまの求愛には気づけません!?（原作：夕鷺かのう、作画：狛句）
- 人呼んで、イケメン令嬢。（原作：人見弓、作画：春夏あきの）
- 富嶽百景グラフィアトル（原作：瀬戸みねこ、作画：夕記）
- 星狩る獣の後宮（原作：瀬那和章、作画：いしなな）
- 魔獣医とわたし（原作：三角くるみ、作画：ひろせえい）
- 魔法世界の受付嬢になりたいです（原作：まこ、作画：よね）
- 魔物をペット化する能力が目覚めました 〜うちの子、可愛いけれど最強です!?〜（原作：しっぽタヌキ、作画：よこわけ）
- 役立たずと言われたので、わたしの家は独立します!（原作：遠野九重、作画：黒野ユウ）
- 夜叉王の最愛 ～虐げられた治癒の乙女は溺愛される～（原作：マチバリ、作画：也田ゆき）
- 屋根裏部屋の公爵夫人（原作：もり、作画：林マキ）
- ライセット! 〜転生令嬢による異世界ハーブアイテム革命〜（原作：蒼さかな、作画：水菓子モカ）
- ルール・ブルー 異形の祓い屋と魔を喰う殺し屋（原作：根占桐守、作画：いと）
- 令嬢エリザベスの華麗なる身代わり生活（原作：江本マシメサ、作画：よもも）
- 歴史に残る悪女になるぞ 悪役令嬢になるほど王子の溺愛は加速するようです!（原作：大木戸いずみ、作画：保志あかり）

## 過去の主な連載作品

### コミカライズ（連載終了）
あ行
- Ai DeathGUN（原作：夜木まゆ、作画：山田ぼたん）
- 愛属ブラッドバース（原作：NiNO、作画：御子柴トミィ）
- 悪役令嬢になんかなりません。私は『普通』の公爵令嬢です!（原作：明。、作画：ユハズ）
- 悪役令嬢は推しが尊すぎて今日も幸せ（原作：ぷにちゃん、作画：真丸イノ）
- あなたに捧げる赤い薔薇（原作：jupiter、作画：一メルカ）
- 怪ほどき屋（原作：南澤径、作画：ときわ銀）
- 妖ノ宮（原作：工画堂スタジオ、作画：カメイ与五郎太）
- アルティマ ブラッド（原作：有栖川ケイ、作画：あさぎ桜）
- 家から追い出された私は、隣国のお抱え錬金術師として、幸せな第二の人生を送る事にしました!（原作：アルト、作画：ななしののん）
- 行き遅れ令嬢が領地経営に奔走していたら立て直し公に愛されました（原作：今泉香耶、作画：柴咲まる）
- 行き倒れもできないこんな異世界じゃ（原作：夏野夜子、作画：松井トミー）
- 生き残り錬金術師は街で静かに暮らしたい（原作：のの原兎太、作画：溝口ぐる）
- 異世界トリップしたその場で食べられちゃいました（原作：五十鈴スミレ、作画：條）
- 異世界もふもふカフェ（原作：ぷにちゃん、作画：高岡ゆう）
- 遺跡発掘師は笑わない ほうらいの海翡翠（原作：桑原水菜、作画：睦月ムンク）
- うたの☆プリンスさまっ♪pp（原作：紅ノ月歌音・ブロッコリー、作画：壱コトコ）
- おいしいベランダ。（原作：竹岡葉月、作画：おかざきおか）
- オーヴァード・クロック（シナリオ：関涼子、作画：ほづみりや）
- 狼領主のお嬢様（原作：守野伊音、作画：柑奈まち）
- 落ちぶれ才女の幸福 陛下に棄てられたので、最愛の人を救いにいきます（原作：瀬尾優梨、作画：えとう綺羅）
- オトメキハイスクール（原作：オトメキハイスクール製作委員会、作画：松平徹）
- 乙女的恋革命★ラブレボ!!（原作：ガンホー・ワークス、作画：藤成ゆうき）
- お弁当売りは聖女様! 〜異世界娘のあったかレシピ〜（原作：紫水ゆきこ、作画：宮尾にゅん）
- お前みたいなヒロインがいてたまるか!（原作：白猫、作画：青葉）
- 俺たちのステップ（原作：六月十三、作画：RURU）

か行
- カヌチ 白き翼の章（原作：ヴァンテアンシステムズ・アイディアファクトリー、作画：サイガミツロ）
- 神様の御用人（原作：浅葉なつ、作画：ユキムラ）
- (仮)花嫁のやんごとなき事情（原作：夕鷺かのう、作画：兔ろうと）
- 薬師の伯爵令嬢は伝説の仔竜に愛される（原作：みずつき、漫画：Luna.M）
- グランブルーファンタジー 双剣の絆（原作：Cygames、作画：兔ろうと）
- 恋する王子と受難の姫君（原作：小椋春歌、作画：加藤絵理子）
- 恋人はNo.1ホスト（原作：ボルテージ、作画：ヤマダサクラコ）

さ行
- 座敷童子の代理人（原作：仁科裕貴、作画：宮尾にゅん）
- 虐げられし令嬢は、世界樹の主になりました（原作：桜井悠、作画：永倉早）
- しがない転生令嬢は平穏に暮らしたい（原作：タイラ、作画：おだやか）
- 死神姫の再婚（原作：小野上明夜、作画：冨士原良）
- 女王オフィーリアよ、己の死の謎を解け（原作：石田リンネ、作画：練間エリ）
- 私立九瓏ノ主学園アルスマグナ活動日誌（原案：九瓏ノ主学園生徒会、作画：不二原理夏）
- シルクロード少年 ユート（原案：戸梶圭太、作画：タキヒロム）
- 白と黒のアリス（原作：アイディアファクトリー・工画堂スタジオ、作画：藤丸豆ノ介）
- スキル『台所召喚』はすごい!〜異世界でごはん作ってポイントためます〜（原作：しっぽタヌキ、作画：紫藤むらさき）
- Starry☆Sky（原案：honeybee、作画：皆川ハル）
- 聖剣が人間に転生してみたら、勇者に偏愛されて困っています。（原作：富樫聖夜、作画：菓月わわの）
- せいしゅんぶっ！（原作：honeybee+、作画：壱コトコ）
- 聖女二人の異世界ぶらり旅（原作：カヤ、作画：文月路亜）
- 絶対城先輩の妖怪学講座（原作：峰守ひろかず、作画：炬太郎）
- 戦国アンジェリーク（シナリオ：藤咲あゆな、作画：羽鳥まりえ）
- 失格聖女の下克上 左遷先の悪魔な神父様になぜか溺愛されています（原作：紗雪ロカ、作画：かづか将来）
- 戦場のヴァルキュリア-wish your smile-（原作：セガ、作画：時東穹生）
- 聖smiley学園高等部Smiley*2G（原作：創作工房、キャラクター原案：柚谷晴日、作画：なつ海）

た行
- 大正幽霊アパート鳳銘館の新米管理人（原作：竹村優希、作画：トモエキコ）
- 長州ファイブ（原作：五十嵐匠、作画：ユキムラ）
- Daylight-朝に光の冠を-（原作：Senz　シナリオ：ちゃい、作画：坂本あきら）
- つくもがみ貸します（原作：畠中恵、作画：小神奈々）
- つれづれ、北野坂探偵舎（原作： 河野裕、作画： ヒノモト円時）
- ツンデレ悪役令嬢リーゼロッテと実況の遠藤くんと解説の小林さん（原作：恵ノ島すず、作画：逆木ルミヲ）
- 咎狗の血（原作：Nitro+CHiRAL、作画：茶屋町勝呂）
- 独身主義の令嬢は、公爵様の溺愛から逃れたい（原作：吉高花、作画：two）
- となりの魔王（原作：雪乃下ナチ、作画：松本蜜柑）
- drastic Killer（原作：バンダイナムコゲームス、作画：星咲こま）
- 帝都探偵絵図〜人魚は空に還る〜（原作：三木笙子、作画：秋月壱葉）
- 帝都探偵絵図〜怪盗ロータス〜（原作：三木笙子、作画：秋月壱葉）
- 転生先が少女漫画の白豚令嬢だった（原作：桜あげは、作画：花野リサ）
- 転生してヤンデレ攻略対象キャラと主従関係になった結果（原作：喜多結弦、作画：やぎ）

な行
- ななつ夜幻世録（シナリオ：関涼子、作画：ほづみりや）
- なんちゃってシンデレラ 王宮陰謀編 異世界で、王太子妃始めました。（原作：汐邑雛、作画：武村ゆみこ）
- 入浴彼氏-裸でアロマヒーリング♥-（原作：トムス・エンタテインメント、作画：篁アンナ）
- ニンジャスレイヤー グラマラス・キラーズ（原作：ブラッドレー・ボンド、フィリップ・ニンジャ・モーゼズ、作画：さおとめあげは）

は行
- 薄桜鬼（監修：アイディアファクトリー・デザインファクトリー、作画：二宮サチ）
- 幕末恋華・花柳剣士伝（原作：ディースリー・パブリッシャー、協力：ブリッジ、作画：黒百合姫）
- 花街の用心棒（原作：深海亮、作画：一メルカ）
- 腹ぺこな上司の胃をつかむ方法 〜左遷先は宮廷魔導師の専属シェフ〜（原作：佐伯さん、作画：高岡ゆう）
- 緋色の欠片-目覚めの刻-（原作：アイディアファクトリー、作画：湖住ふじこ）
- VitaminZ（原作：ディースリー・パブリッシャー、作画：住吉文子）
- 腐女子彼女。（原作：ぺんたぶ　作画：神葉理世）
- ぼくとわたしの恋愛事情（シナリオ：関涼子、作画：ほづみりや）
- ホテル・ヒルサイドベイ（企画・原案：榛乃綾子、作画：芒其之一）
- 本物の方の勇者様が捨てられていたので私が貰ってもいいですか?（原作：花果唯、作画：トモエキコ）

ま行
- 招き猫神社のテンテコ舞いな日々（原作：有間カオル、作画：八街潤）
- 魔法薬師が二番弟子を愛でる理由 〜専属お食事係に任命されました〜（原作：逢坂なつめ、作画：住吉文子）
- 見捨てられた生贄令嬢は専用スキル「お取り寄せ」で邪竜を餌付けする（原作：米織、作画：諒しゅん）
- メニューをどうぞ 〜異世界レストランに転職しました〜（原作：汐邑雛、作画：黒野ユウ）
- 元ホームセンター店員の異世界生活 〜称号≪DIYマスター≫≪グリーンマスター≫≪ペットマスター≫を駆使して異世界を気儘に生きます〜（原作：KK、作画：八川キュウ）

や行
- 厄災の申し子と聖女の迷宮（原作：ひるのあかり、作画：松本蜜柑）
- 幽遊菓庵〜春寿堂の怪奇帳〜（原作：真鍋卓、作画：孫之手ランプ）
- 夢王国と眠れる100人の王子様（監修：ジークレスト、作画：一花ハナ・真田和史・佑元セイラ※複数作者によるオムニバス形式）
- よろず占い処 陰陽屋へようこそ（原作：天野頌子、作画：岩崎美奈子）

ら行
- ラブφサミット（シナリオ：藤咲あゆな、作画：藤成ゆうき）
- RealTime－LOG（原作・作画：藤丸豆ノ介）
- Re:BIRTHDAY SONG〜恋を唄う死神〜（原案：honeybee、作画：皆川ハル）
- Lamento -BEYOND THE VOID-（原作：Nitro+CHiRAL、作画：茶屋町勝呂）
- 0能者ミナト（原作：葉山透、作画：田倉トヲル）
- 恋愛番長（原作：Rejet、作画：三雲アズ）
- レンタル執事（原作・シナリオ：藤咲あゆな、作画：藤成ゆうき）
- ログ・ホライズン カナミ、ゴー! イースト!（原作：橙乃ままれ、作画：コウ）
- ログ・ホライズン にゃん太班長・幸せのレシピ（原作：橙乃ままれ、作画：草中）

わ行
- わが家は祇園の拝み屋さん（原作：望月麻衣、作画：蒼崎律）

### オリジナル（連載終了）
あ行
- 愛猫サプリ（諏訪絢子）
- あめのちはれ（びっけ）
- RHプラス（諏訪絢子）
- イゾラ・ヴィータ（あおいれびん）
- ウィッチクラフト109（ゆうきあずさ）
- ヴェルダのあてな姫（スメラギ）
- 有頂天BOYS（乙橘）
- エンジェル・プロファイル（ゆうきあずさ）
- えがおのまほう（吉田もろへ）
- 王様の学校（夏目ココロ）
- OM2（松下キック）
- オトコマエ育成課程!（吹山りこ）
- 男家!!（須貝あや）
- 大人子供のカルテ（佐保里）
- おふとんボーイズ!〜胡蝶咲高校夢部〜（カスカベアキラ、構成補佐：化珂尾明務）

か行
- がいCHU!!（船鬼一夫）
- 隗ヨリヒトカイヨリ式（カズアキ）
- 懐路堂目録（上田キク）
- 架カル空ノ音（吟鳥子）
- 神様ごはん〜小料理 高天原にようこそ〜（佐保里）
- かみさまサクリファイス（黒山メッキ）
- 歓迎! UMA研究部（種十号）
- 乾杯ハードワーカー（江崎のこ）
- キュビズム・ラブ（松本テマリ、原作：芝村裕吏）
- クロス×ブレイク（DUO BRAND.）
- 小悪魔×代理人（諏訪絢子）
- 恋の呪文 ラブラブカタブラ（綾瀬マナ）
- 硬派！寺子屋塾（櫻井しゅしゅしゅ）
- 蝙蝠の宿（ホームラン・拳）
- ＜＜＜＜＜＜＜＜-コエラレナイカベ-（めろ、原作・構成：一智和智、原案・協力：裏花火、楽曲協力：におＰ）
- Cos×GENiC-コスプレジェニック-（御子柴トミィ、原案：御子紫はぐ）
- このたびは不思議のご縁で（サガミワカ）

さ行
- SiESTA（李英有、翻訳協力：沈賢芝）
- JADE（びっけ）
- 自堕落妖精ユルルモン（神葉理世）
- 執事の国の黒アリス（不二原理夏）
- 忍びよる恋はくせもの（キリシマソウ）
- JIHAI〜磁海〜（二越としみ）
- 呪解少年・アイ（夏宮りょうの）
- 少年メイド（乙橘）
- 新刊、刷り上りました!（藤峰式）
- 神聖降臨エンジェル（おおきぼん太）
- スイーツコンチェルト-甘味男子の非日常-（堀泉インコ、原作・構成：将良）
- 聖光学園アイドル組！（渡辺瑞樹）
- 世界征服チルドレン（高坂りと）
- 世界忍者大会記録（松本テマリ、原作：芝村裕吏）

た行
- 魂シズメ（小笠原宇紀）
- たむらまろさん（ユキムラ）
- 団地にロボがやってきた（夏目ココロ）
- 探偵中毒（カシオ）
- 月夜見亭の主人（青柳たくみ）
- DANGEROUSシェア（湖住ふじこ、原作：墨染蓮）

な行
- なごみめ（須田さぎり）
- 2.5次元 セイユウ☆Show（夏目ココロ）

は行
- 派遣の忍者ムササビ（船鬼一夫）
- はばたけ！猛禽アパート（寿トロ）
- 銀盤男子-フィギュメン-（衣丘わこ）
- フォーチュンプラネット（佐久間智代）
- 仏蘭西式骨董生活（砧菜々）
- ブリッカブラック（雲屋ゆきお）
- BABY BABY（壱コトコ）
- 帽子屋エリプシス（砧菜々）
- ぼくらのハッカ荘へようこそ（後藤星）
- 本日、海の丘アパートメントにて（明日部結衣）
- 本屋の鬼いさん（ももたん）

ま行
- 魔女と仲良くなる方法（サガミワカ）
- ミドリムシは植物ですか?虫ですか?（羽鳥まりえ）

や行
- 妖狐のおまわりさん（宮尾にゅん）
- よんごくしっv（双葉はづき、原案：浅野さくら）

ら行
- ラヴフォビア（夏目ココロ）
- リバース／エンド（住吉文子）
- リレーエッセイ「三度のメシよりこれが好き!」
- ロケ☆マニ（真田和史）

わ行
- わがツン -わが家の長男ツンデレ社長-（住吉文子）

## comic B's-LOG エアレイド
一部に本誌（comic B's-LOG キュン!）の出張版や同時連載、移籍した作品も含む。キュン!との関係がある作品はリンクしていない。

### コミカライズ（エアレイド）
- 妖ノ宮（原作：工画堂スタジオ、作画：カメイ与五郎太）
- うたの☆プリンスさまっ♪pp（原作：紅ノ月歌音・ブロッコリー、作画：壱コトコ）
- お庭番望月蒼司朗参る!（原作：流星香、作画：天海寿也）
- 俺の屍を越えてゆけ（原作：ソニー・コンピュータエンタテインメント、作画：日の出ハイム）
- カヌチ 黒き翼の章（原作：ヴァンテアンシステムズ・アイディアファクトリー、作画：サイガミツロ）
- カンタレラ〜背徳ノ愛ト毒ノ果テ〜（原作：ドワンゴ、作画：坂本あきら）
- KEITAI☆ガーディアン -ALIVE-（原作：伊福部崇、作画：湖住ふじこ）
- 戦場のヴァルキュリア-wish your smile-（原作：セガ、作画：時東穹生）
- 戦場のヴァルキュリア-our only days-（原作：セガ、作画：黒山メッキ）
- DAISUKE! Crown & Anchor（原作：ジェネオン・ユニバーサル・エンターテイメント、漫画：キリシマソウ）
- ドレスな僕がやんごとなき方々の家庭教師様な件（原作：野村美月、作画：はる桜菜）
- ななつ夜幻世録（シナリオ：関涼子、作画：ほづみりや）
- 腐男子彼氏。（原作：ぺんたぶ、作画：神葉理世）
- Miss Boys!（原作：映画「Miss Boys!」、シナリオ：片岡翔、作画：切口からし）
- 闇の皇太子（原作：金沢有倖、作画：宮尾にゅん）
- Last Escort -Club Katze-（原作：ディースリー・パブリッシャー、作画：吉祥りら）
- Lamento -BEYOND THE VOID-（原作：Nitro+CHiRAL、作画：茶屋町勝呂）
- Lucian Bee's RESURRECTION SUPERNOVA（原作：5pb.、作画：田倉トヲル）
- 0能者ミナト（原作：葉山透、作画：田倉トヲル）
- 恋愛番長 ヤス編（原作：Rejet、作画：九尾かや）
- ログ・ホライズン にゃん太班長・幸せのレシピ（原作：橙乃ままれ、作画：草中）

### オリジナル（エアレイド）
- あいさん緑さん婚活日記（仁茂田あい・押月禄）
- 赫の廃墟（おおきぼん太）
- 幽囚パビリオン（秋月壱葉）
- イデアの瞳（黒山メッキ）
- カーディナル・スレッド（ユキムラ）
- Count07（ヒノモト円時）
- がいCHU!!（船鬼一夫）
- 硬派！寺子屋塾（櫻井しゅしゅしゅ）
- 公僕の警部（秋月壱葉、原作：芝村裕吏）
- 小峰の小部屋（ケビン小峰）
- 世界征服チルドレン（高坂りと）
- しがけん。（押月禄）
- たかむらまろさん（ユキムラ）
- Daydream★ナイトメア（イノセ）
- DANGEROUSシェア（湖住ふじこ、原作：墨染蓮）
- ミドリムシは植物ですか? 虫ですか?（羽鳥まりえ）
- わがツン -わが家の長男ツンデレ社長-（住吉文子）

### 小説（エアレイド）
- セント・ブルーム学園 12月の花騎士（志麻友紀、コミック：シア）
- 闇の皇太子 外伝（金沢有倖、イラスト：伊藤明十）

、他。列記から漏れている作品もある。